# Condado de Black Hawk
O Condado de Black Hawk (em inglês:  Black Hawk County) é um dos 99 condados do estado norte-americano do Iowa. A sede e maior cidade do condado é Waterloo. Foi fundado em 1843 e recebeu o seu nome em homenagem a Black Hawk (1767-1838), que foi um chefe da tribo ameríndia dos Sauk e líder na Guerra de Black Hawk em 1832. Outra localidade importante é Cedar Falls.
O condado possui uma área de 1 483 km², dos quais 1 465 km² estão cobertos por terra e 18 km² por água, uma população de 131 090 habitantes, e uma densidade populacional de 89,5 hab/km² (segundo o censo nacional de 2010). É o quarto condado mais populoso do Iowa.